# 한국농기계유통협회
한국농기계유통협회는 농기계 유통개선 및 신속한 사후봉사를 제공함으로써 농기계 산업의 발전과 농촌 경제발전의 도모 목적으로 2003년 12월 17일 설립된 대한민국 농림수산식품부 소관의 사단법인이다. 사무실은 경기도 남양주시 진건읍 배양리 564-4에 있다.

## 주요 사업
- 회원의 경영개선에 필요한 조사연구 및 지도교육사업
- 회원의 농기계 사후봉사 능력향상에 필요한 조사연구 및 지도교육 사업
- 농기계 유통개선에 필요한 지도교육 사업
- 중고농기계 거래 활성화 및 수출촉진에 필요한 사업
- 연구 발표회, 학술강연회 및 국제교류사업 등